# Wolf 359
Wolf 359 je zvezda v ozvezdju Leva, od Sonca oddaljena približno 2,4 parseka ali 7,9 svetlobnega leta. Je peta posamezna najbližja zvezda; bližja sta le sistem Alfe Kentavra (s tremi posameznimi zvezdami A, B in Proksimo) in Barnardova zvezda. Navidezno leži blizu ekliptike. Je zelo medla rdeča pritlikavka in s prostim očesom ni vidna, saj je njen navidezni sij 13,54m. Zaradi magnetne dejavnosti na njenem površju se ji njen izsev naključno spreminja in tako spada med bliščnice.

## Osnovne značilnosti
Zvezdo je s pomočjo astrofotografije odkril nemški astronom Max Wolf leta 1918. Njena najbližja soseda je Ross 128, 1,16 pc ali 3,79 sv. l. stran od nje.
Wolf 359 je rdeča pritlikavka spektralnega razreda M6.5. Projicirana vrtilna hitrost njenega ekvatorja je manj kot 3 km/s; pod mejo zaznave prek širjenja spektralnih črt. Zunanja atmosfera zvezde je ustrezno hladnejša, tako da se v njenem spektru pojavljajo molekularne črte. Njena prostorska hitrost kaže da pripada populaciji zvezd s starimi diski. Evolucijski modeli pa kažejo da je relativno mlada s starostjo manj kot milijardo let.